# Equidad Club Deportivo
Equidad Club Deportivo, oftast enbart "La Equidad", är en fotbollsklubb från Bogotá i Colombia. Klubben grundades i december 1982 och gjorde debut i den colombianska högsta divisionen säsongen 2007 och deltog för första gången i ett större internationellt mästerskap säsongen 2009, när klubben deltog i Copa Sudamericana. La Equidad spelar sina hemmamatcher på Estadio Metropolitano de Techo som tar ungefär 10 000 åskådare vid fullsatt, vilket de gjort sedan de tog steget upp i den högsta divisionen.